# Dothidasteromella sepulta
Dothidasteromella sepulta är en svampart som först beskrevs av Berk. & M.A. Curtis, och fick sitt nu gällande namn av Franz Xaver von Höhnel 1910. Dothidasteromella sepulta ingår i släktet Dothidasteromella och familjen Asterinaceae.   Inga underarter finns listade i Catalogue of Life.